# 이광현 (가수)
이광현(1998년 7월 23일~)은 대한민국의 가수이다.

## 학력
- 연성중학교 (졸업)
- 연수고등학교 (졸업)
- 백제예술대학교 미디어음악과 (재학)